# Попадают ли умственно отсталые в ад?
«Попадают ли умственно отсталые в ад?» (англ. Do the Handicapped Go to Hell?) — эпизод 410 (№ 57) сериала «Южный Парк», премьера которого состоялась 19 июля 2000 года. Это первая часть двухсерийного эпизода, второй частью которого является «Возможно».

## Сюжет
Стэн, Кенни и Картман сидят в церкви, где местный священник отец Макси объясняет им, что, если они не станут более религиозными, то обязательно попадут в Ад. После этого мальчики идут в воскресную школу, где монахиня сестра Анна рассказывает им о причастии и исповеди. После беседы с монахиней ребята остаются в недоумении, считая, что Иисус сделан из крекеров, и что они обязаны есть крекеры и пить вино, чтобы избежать попадания в Ад.
Поднимается вопрос касательно Кайла (который не исповедуется, потому что является иудеем) и Тимми (который не способен членораздельно говорить, а, следовательно, не может и исповедаться). Священник говорит ребятам, что оба попадут в Ад, если не исповедуются в своих грехах, и ребята пытаются сделать так, чтобы оба мальчика обрели «спасение». Чуть позднее ребята идут в церковь, где отец Макси начинает душить Картмана в исповедальне, узнав на исповеди, что тот неоднократно устраивал различные проказы по отношению к священнику. Картман заявляет, что он ощутил на шее «длань господню», и что нужно отнестись к религии серьёзно.
Тем временем в Аду Сатана со своим новым любовником Крисом обустраиваются в новом жилом комплексе «Река Стикс». Неожиданно у его дверей появляется Саддам Хуссейн (грубый любовник Сатаны из фильма «Саут-Парк: большой, длинный и необрезанный»), который снова попал в Ад, так как больше ему некуда было податься. Саддам пытается уговорить Сатану вернуться к нему, но тот колеблется, так как Саддам уже неоднократно обещал исправиться, но не держал своего слова. Сатана рассказывает обо всём Крису, и тот приглашает Саддама на ужин втроём, чтобы решить, как им быть дальше. Придя на ужин, Саддам сразу же пытается взорвать Криса с помощью принесенной с собой бомбы, но Сатана вовремя её выбрасывает. Во время ужина Саддам постоянно заигрывает с Сатаной и щупает его; после ужина Сатана пытается решить, кого ему стоит выбрать, но безуспешно.
В это время в Саут-Парке мальчики спешат на исповедь, чтобы избавиться от грехов до того, как они умрут, после того, как Кенни погиб у них на глазах, попав под автобус. Тем не менее, забравшись через окно в закрытую церковь, они обнаруживают отца Макси, занимающегося сексом с женщиной в исповедальне. Дети, придя в ужас от зрелища грешащего священника, решают заняться своим «спасением» самостоятельно, и эпизод заканчивается сценой, в которой Картман создает свою собственную христианскую конфессию.

## Смерть Кенни
Кенни погибает, когда ребята спешат на исповедь. Они перебегают дорогу, и автобус сбивает Кенни, который торопится впереди всех. Подробнее обстоятельства его «гибели» раскрываются во втором эпизоде дилогии.

## Пародии
- Проповедь Картмана и создание им церкви детей является отсылкой к рассказу С. Кинга «Дети кукурузы».
- Хукила — это традиционный праздник на Гавайях. Во время празднования Хукилы в Аду можно увидеть:
  - Адольфа Гитлера
  - Джона Кеннеди младшего
  - Джона Кеннеди
  - Принцессу Диану
  - Мао Цзэдуна
  - Джина Сикела
  - Джерри Гарсию
  - Тайни Тима
  - Уолтера Маттау
  - Джорджа Бёрнса
  - Дина Мартина
  - Аллена Гинзберга

## Факты
- Когда Кайл объясняет родителям, почему он должен идти в католическую церковь, он прибегает к пари Паскаля.
- В этом эпизоде появляются инопланетяне: двое из них стоят на крыше исповедальни, когда Картман вываливается оттуда, «почувствовав на шее длань Господню». Также в моменте когда Кайла, Айка и Тимми «крестит» Картман, один из инопланетян появляется из-за ёлок на заднем плане.
- Айк читает книгу Джона Стейнбека «Консервный ряд». Это любимая книга Трея Паркера.
- Это последний эпизод с оригинальным вступлением, в котором поёт Лес Клейпул, когда мальчики едут в школу.
- Любовник Сатаны Крис озвучен Дайаном Бахаром, который является давним другом Трея Паркера и Мэтта Стоуна.

## Критика
Трэвис Фикетт из IGN оценил эпизод в 9 из 10 баллов, назвав его «одной из лучших религиозных сатир сериала». Особо отмечается забавный любовный треугольник между Сатаной, Саддамом и Крисом.
Джефф Шеннон из The Seattle Times отмечает, что эта серия в шутливой форме задаёт серьёзные вопросы о рае, аде и спасении.